# Glenoleon roseipennis
Glenoleon roseipennis is een insect uit de familie van de mierenleeuwen (Myrmeleontidae), die tot de orde netvleugeligen (Neuroptera) behoort. 
Glenoleon roseipennis is voor het eerst wetenschappelijk beschreven door Tillyard in 1916.